# اچ‌ام‌اس بازلی (کی۳۱۱)
اچ‌ام‌اس بازلی (کی۳۱۱) (به انگلیسی: HMS Bazely (K311)) یک کشتی است که طول آن ۲۸۹ فوت ۶ اینچ (۸۸٫۲۴ متر) می‌باشد. این کشتی در سال ۱۹۴۲ ساخته شد.